# Sant Pere d'Anguera
Sant Pere d'Anguera és una església del municipi de Sarral (Conca de Barberà) inclosa en l'Inventari del Patrimoni Arquitectònic de Catalunya.

## Descripció
El que resta d'aquest edifici és l'absis i part del mur nord. Possiblement la volta originària, no conservada, anava col·locada sobre arc faixons. L'església era d'una sola nau amb absis semicircular a la capçalera. La ubicació del portal primitiu es desconeix. Es mantenen tres finestres a la zona presbiteral i una al mur nord. A la central de l'absis, per fora, hi ha un bordó que recorre tot el seu perímetre, decorat amb petites puntes de diamant i boles. El material de construcció són carreus regulars i tallats amb cura. La disposició en el mur està fet a de manera isòdoma. No es veuen marques de picapedrer.

## Història
L'any 1076 els comtes germans, Ramon Berenguer II i Berenguer Ramon II, donaren el Puig d'Anguera a Bonfill Oliva. La iniciativa s'ha d'emmarcar a una empresa general, que per aquests anys anava destinada a repoblar la zona. No sabem si la colonització va reeixir, però els documents del segle xii vinculen aquest indret amb la família dels Puigvert, establerts també en altres llocs de la Conca (Barberà, per exemple). L'església de Sant Pere es deuria bastir en aquest moment, ja que l'any 1172 correspon a la primera notícia que la menciona. Un castlà dels senyors d'Anguera va fer testament i entre altres figura un llegat a l'església del lloc.